# Энтерпрайз (Невада)
Э́нтерпрайз (англ. Enterprise) — неинкорпорированный город в округе Кларк в штате Невада, США. Основан 17 декабря 1996 года. Входит в состав крупнейшей в штате городской агломерации Лас-Вегас-Вэлли (Долина Лас-Вегас). Прилегает на юге к городу Лас-Вегас. Как и другие неинкорпорированные города в Лас-Вегас-Вэлли, он использует почтовые индексы Лас-Вегаса для адресов в пределах своих границ. По данным переписи населения США 2020 года, численность населения составляла 221`831 человек.

## История
Первыми жителями были индейцы пайюты, которые были расселены по долине Лас-Вегаса. В 1905 году в данной местности начала действовать железная дорога Юнион Пасифик, вследствие чего был образован городок Арден с железнодорожной станцией (в настоящее время стал частью города Энтерпрайз). К 1906 году Арден служил перевалочным пунктом для шахтеров, которые работали на близлежащих гипсовых рудниках Потоси к западу от этого района. До 1909 года район был частью округа Линкольн, а после вошёл в новообразованный округ Кларк.
Упоминания района как «Энтерпрайз» восходят по крайней мере к 1918 году, когда окружные комиссары учредили школьный округ Энтерпрайз. По мнению одного историка, это слово, возможно, просто было выбрано в то время как позитивно звучащее название.
Энтерпрайз был образован как неинкорпорированный город 17 декабря 1996 года в ответ на петицию местных жителей, которые надеялись, что это поможет сохранить сельскую самобытность общины. Это было сделано, чтобы предотвратить присоединение территории к близлежащему Хендерсону.

## География
По данным Бюро переписи населения США, статистически обособленная местность (CDP) Энтерпрайз (которая может не совпадать точно с границами города) имеет территорию общей площадью 46,51 квадратных миль (120,5 км2), полностью расположенную на суше. Энтерпрайз граничит с городами: Лас-Вегас и Спринг-Вэлли — на севере, Парадайс — на востоке, Хендерсон — на юго-востоке, Слоун — на юге и Блю Даймонд — на западе.

## Управление городом
Как неинкорпорированный город, Энтерпрайз управляется комиссией округа Кларк при участии Консультативного совета города. Энтерпрайз является частью городской агломерации Лас-Вегас. Охрана правопорядка обеспечивается командованием района Энтерпрайз столичного полицейского управления Лас-Вегаса. На федеральном уровне весь Энтерпрайз относится к 3-му избирательному округу штата Невада (округ конгресса, занимающий территорию к югу от Лас-Вегаса).

## Демография
| Год переписи | Нас.   |  | %±     |
| ------------ | ------ |  | ------ |
| 2000         | 14676  |  | —      |
| 2010         | 108481 |  | 639,2% |
| 2020         | 221831 |  | 104,5% |

По данным переписи 2010 года, в Энтерпрайзе проживало 108 481 человек. Плотность населения составляла 2332,3 жителя на квадратную милю (или 900,5 жителей на км2). Насчитывалось 49 563 единиц жилья. Расовый состав населения составлял 56,3 % белых, 21,2 % азиатов, 8,1 % афроамериканцев, 0,6 % коренных американцев (индейцев), 0,9 % жителей Тихоокеанских островов, 6,8 % — других рас и 6,1 % — представителей двух или более рас (метисы). Испаноязычные или латиноамериканцы любой расы составляли 17,3 %. Неиспаноязычные белые составляли 48,1 %.
| Расовая группа      | Энтерпрайз | Штат Невада | Соединённые штаты |
| ------------------- | ---------- | ----------- | ----------------- |
| Белые               | 56,3       | 66,2        | 72,4              |
| Азиаты              | 21,2       | 7,2         | 4,8               |
| Афроамериканцы      | 8,1        | 8,1         | 12,6              |
| Другие              | 6,8        | 12,0        | 6,2               |
| Метисы              | 6,1        | 4,7         | 2,9               |
| Жители Океании      | 0,9        | 0,6         | 0,2               |
| Коренные американцы | 0,6        | 1,2         | 0,9               |
| Всего               | 100        | 100         | 100               |
| Латиноамериканцы    | 17,3       | 26,5        | 16,7              |

## Экономика
В Энтерпрайзе расположены следующие значимые коммерческие объекты:
— тренировочный центр авиакомпании Allegiant Air;
— штаб-квартира телекоммуникационной компании «Switch»;
— крупные отели с казино «Silverton» и «South Point Hotel, Casino & Spa».
В 2017 году Ultimate Fighting Championship (UFC) открыл в Энтерпрайзе UFC Performance Institute (многофункциональный специализированный центр по подготовке спортсменов ММА), указав новое местоположение в качестве штаб-квартиры организации. В июне 2019 года вблизи новой штаб-квартиры компания также открыла собственный спортивный комплекс UFC Apex, который используется как арена для проведения мероприятий организации в США. Изначально она использовалась как закрытая арена во время пандемии COVID-19, а в последствии стала одним из основных мест проведения турниров и съемки шоу.
Экономика Энтерпрайза специализируется на искусстве, развлечениях, рекреации; размещении и питании; и недвижимости, аренде и лизинге, в которых занято соответственно в 5,14; 2,95; и 1,67 раза больше людей, чем можно было бы ожидать в месте такого размера. Крупнейшими отраслями промышленности в Энтерпрайзе являются услуги размещения и питания (15 756), искусство, развлечения, отдых (7 782) и розничная торговля (7486), а наиболее высокооплачиваемыми отраслями являются управление компаниями и предприятиями (193 833 долл.), добыча полезных ископаемых, нефти, газа (78 750 долл.) и коммунальные услуги (67 273 долл.).

## Транспорт
Через город проходят следующие основные автомобильные дороги:
- Межштатная автомагистраль «Интерстейт 15 (I-15)»
- Автомагистраль «Интерстейт 215» (часть кольцевой дороги Лас-Вегаса)
- Шоссе 215 округа Кларк (часть кольцевой дороги Лас-Вегаса)
- Шоссе 146 штата Невада
- Шоссе 160 штата Невада
- Шоссе 562 штата Невада